# Ángel Royo
Ángel Royo Areste (Sariñena, Huesca, España, 12 de agosto de 1966) es un exjugador y exentrenador y directivo de fútbol español. 

## Trayectoria deportiva

### Como jugador
Una grave lesión cerró pronto la carrera de Royo antes de llegar a la categoría senior. Empezó entrenando a las categorías inferiores del Club Deportivo Sariñena. La llegada del veterano Antonio Díaz supuso un primer momento clave en su trayectoria. Entonces trabajaba con los infantiles y Díaz le llamó para acompañarle en el primer equipo a la vez que compaginaba las dos dedicaciones.

### Como entrenador
Después de un recorrido por el fútbol provincial en el fútbol base y como segundo entrenador del Club Deportivo Sariñena (92/96), Lalueza (97/99), Peralta (99), Lanaja (00/02), Almudévar (02/04), San Lorenzo (04/09) y Unión Deportiva Barbastro (09/10), la SD Huesca se lo arrebató al Club Atlético de Monzón en plena pretemporada 2010, llegaba entonces el sueño hecho realidad para este técnico que obtuvo el título nacional en Pamplona en la promoción 2001/03
Royo ha entrenado a varios equipos en la provincia de Huesca, como el CD Sariñena y el Atlético Monzón.
En 2010, pasó a ser el segundo entrenador de la Sociedad Deportiva Huesca con el vallisoletano Onésimo Sánchez, y en la temporada 2011/12 fue quien se hizo cargo del conjunto azulgrana en la Segunda División. Sin embargo, fue destituido tras sólo 6 jornadas; tras conseguir una victoria, un empate y cuatro derrotas.
En diciembre de 2012, el Huesca vuelve a llamarle tras el cese de Antonio Calderón para hacerse cargo del equipo interinamente. Dirigió al equipo en dos partidos, cosechando dos derrotas y siendo relevado por Jorge D'Alessandro, mientras Royo pasaba a ser su ayudante.

## Clubes

### Como entrenador
| Club                        | País   | Año       |
| --------------------------- | ------ | --------- |
| F. C. Lalueza               | España | 1997-1999 |
| C. J. D. Peralta            | España | 1999      |
| A. D. Lanaja                | España | 2000-2002 |
| A. D. Almudévar             | España | 2002-2004 |
| U. D. San Lorenzo de Flumen | España | 2004-2009 |
| U. D. Barbastro             | España | 2009-2010 |
| Atlético Monzón             | España | España    |
| S. D. Huesca                | España | 2011      |
| S. D. Huesca                | España | 2012      |
| A. D. Almudévar             | España | 2016-2018 |